# CDU Bremen
Die CDU Bremen ist ein Landesverband der CDU in Bremen.

## Organisation
Der Landesverband Bremen ist in die drei Kreisverbände Bremen-Stadt, Bremen-Nord und Bremerhaven gegliedert. Es bestehen 20 Stadtbezirks- und 14 Ortsverbände.

### Vorfeldorganisationen
Es gibt eine Reihe von Organisationen, die der CDU Bremen nahestehen und auch Veranstaltungen hier durchführen:
- Junge Union (JU)
- Frauen Union (FU)
- Senioren Union
- Christlich-Demokratische Arbeitnehmerschaft (CDA)
- Mittelstands- und Wirtschaftsunion (MIT)
- Kommunalpolitische Vereinigung der CDU und CSU Deutschlands (KpV)
- Evangelischer Arbeitskreis der CDU/CSU (EAK)
- Konrad-Adenauer-Stiftung mit Sitz am Domshof 22[2]
- LSU-Arbeitskreis Bremen, Lesben und Schwule in der Union

## Programm
Das aktuelle Wahlprogramm der CDU Bremen wurde am 23. Februar 2015 verabschiedet.

## Landesvorsitzende

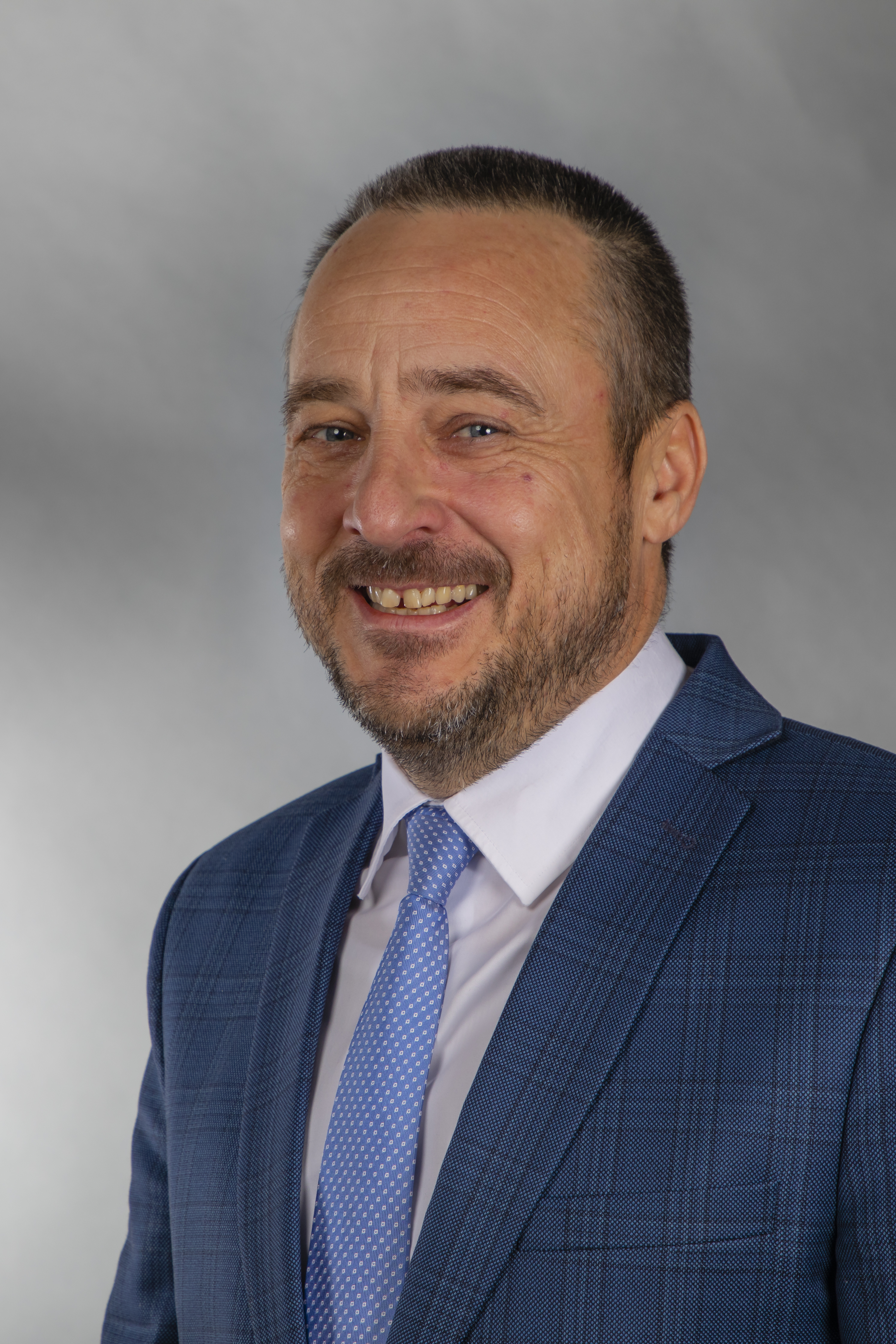
Heiko Strohmann (2019)

| Jahre     | Vorsitzender             |
| --------- | ------------------------ |
| 1946–1947 | Johann Kaum              |
| 1947–1951 | Emil Rex                 |
| 1951–1952 | Martin-Heinrich Wilkens  |
| 1952–1954 | Heinrich Barth           |
| 1954–1968 | Jules Eberhard Noltenius |
| 1968–1974 | Ernst Müller-Hermann     |
| 1974–1979 | Uwe Hollweg              |
| 1979–2008 | Bernd Neumann            |
| 2008–2011 | Thomas Röwekamp          |
| 2011–2012 | Rita Mohr-Lüllmann       |
| 2012–2019 | Jörg Kastendiek          |
| 2019–2023 | Carsten Meyer-Heder      |
| seit 2023 | Heiko Strohmann          |

## Bremische Bürgerschaft

### Wahlergebnisse der CDU
Die Namen der gewählten Abgeordneten sind in den Listen der Legislaturperioden enthalten.
| Ergebnisse der Landtagswahlen | Ergebnisse der Landtagswahlen | Ergebnisse der Landtagswahlen | Ergebnisse der Landtagswahlen | Ergebnisse der Landtagswahlen |
| Jahr                          | Stimmen                       | Sitze                         | Listen                        | Spitzenkandidat               |
| ----------------------------- | ----------------------------- | ----------------------------- | ----------------------------- | ----------------------------- |
| 1946                          | 18,9 %                        | 12                            | 1. WP.                        |                               |
| 1947                          | 22,0 %                        | 24                            | 2. WP.                        |                               |
| 1951                          | 9,0 %                         | 9                             | 3. WP.                        |                               |
| 1955                          | 18,0 %                        | 18                            | 4. WP.                        |                               |
| 1959                          | 14,8 %                        | 16                            | 5. WP.                        |                               |
| 1963                          | 28,9 %                        | 31                            | 6. WP.                        |                               |
| 1967                          | 29,5 %                        | 32                            | 7. WP.                        |                               |
| 1971                          | 31,6 %                        | 34                            | 8. WP.                        | Johann-Tönjes Cassens         |
| 1975                          | 33,8 %                        | 35                            | 9. WP.                        | Bernd Neumann                 |
| 1979                          | 31,9 %                        | 33                            | 10. WP.                       | Bernd Neumann                 |
| 1983                          | 33,3 %                        | 37                            | 11. WP.                       | Bernd Neumann                 |
| 1987                          | 23,4 %                        | 25                            | 12. WP.                       | Reinhard Metz                 |
| 1991                          | 30,7 %                        | 32                            | 13. WP.                       | Ulrich Nölle                  |
| 1995                          | 32,6 %                        | 37                            | 14. WP.                       | Ulrich Nölle                  |
| 1999                          | 37,1 %                        | 42                            | 15. WP.                       | Hartmut Perschau              |
| 2003                          | 29,8 %                        | 29                            | 16. WP.                       | Hartmut Perschau              |
| 2007                          | 25,7 %                        | 23                            | 17. WP.                       | Thomas Röwekamp               |
| 2011                          | 20,1 %                        | 20                            | 18. WP.                       | Rita Mohr-Lüllmann            |
| 2015                          | 22,4 %                        | 20                            | 19. WP.                       | Elisabeth Motschmann          |
| 2019                          | 26,7 %                        | 24                            | 20. WP.                       | Carsten Meyer-Heder           |
| 2023                          | 26,2 %                        | 24                            | 21. WP.                       | Frank Imhoff                  |

### Fraktionsvorsitzende

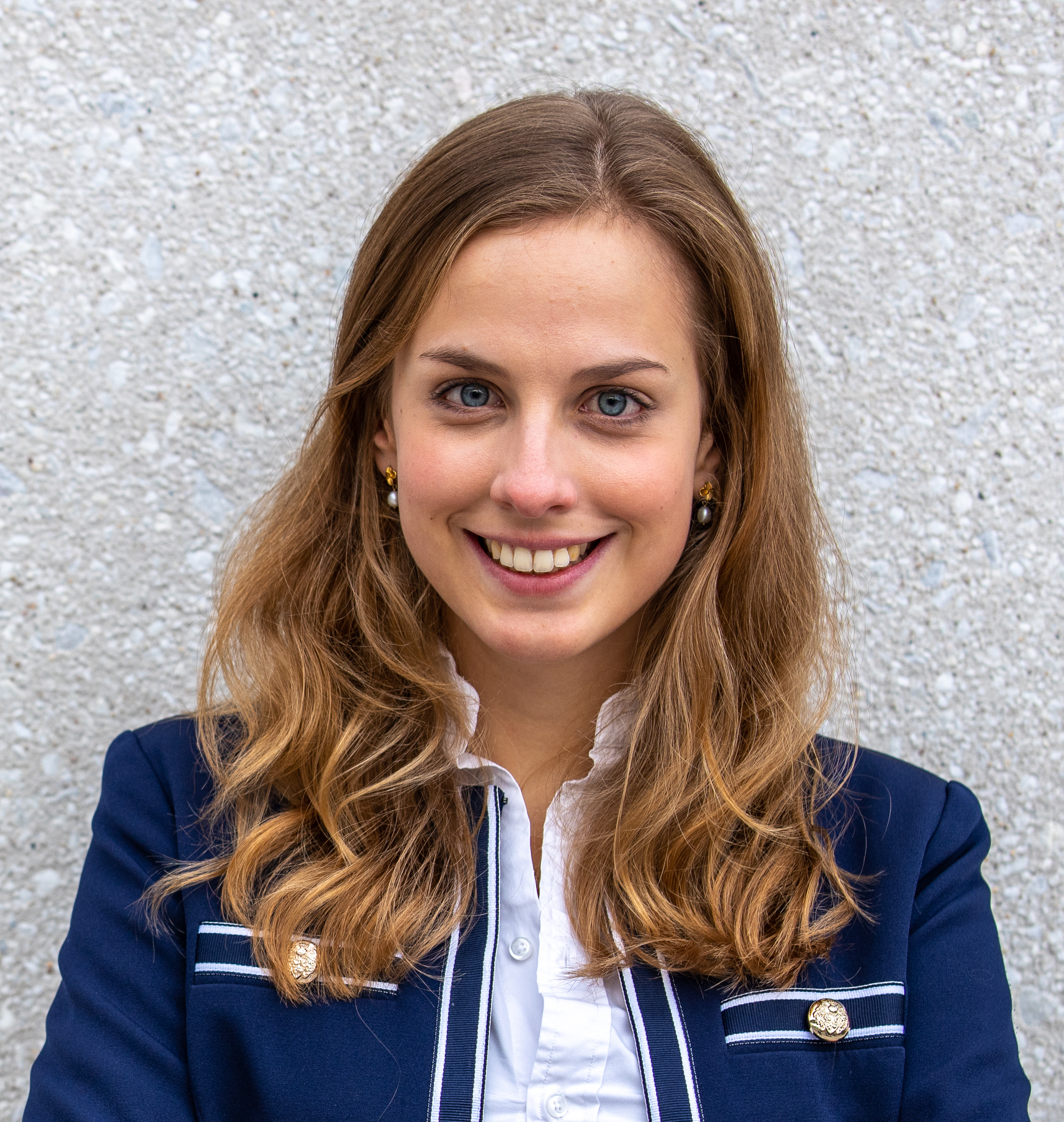
Die aktuelle CDU-Fraktionschefin in der Bremischen Bürgerschaft, Wiebke Winter

| Jahre     | Vorsitzender           |
| 1946–1947 | Ernst Degenhardt       |
| 1947–1949 | Johannes Degener       |
| 1949–1951 | Ernst Müller-Hermann   |
| 1952–1955 | Johannes Kühne         |
| 1955–1957 | Rudolf Rübberdt        |
| 1957–1959 | Friedrich Carl Marwede |
| 1959–1963 | Karl Krammig           |
| 1963–1971 | Hans-Hermann Sieling   |
| 1971–1975 | Günter Klein           |
| 1973–1987 | Bernd Neumann          |
| 1987–1989 | Reinhard Metz          |
| 1989–1995 | Peter Kudella          |
| 1995–1999 | Ronald-Mike Neumeyer   |
| 1999–2003 | Jens Eckhoff           |
| 2003–2005 | Jörg Kastendiek        |
| 2005–2007 | Hartmut Perschau       |
| 2007–2021 | Thomas Röwekamp        |
| 2021–2023 | Heiko Strohmann        |
| 2023–2025 | Frank Imhoff           |
| seit 2025 | Wiebke Winter          |

## Bundestag

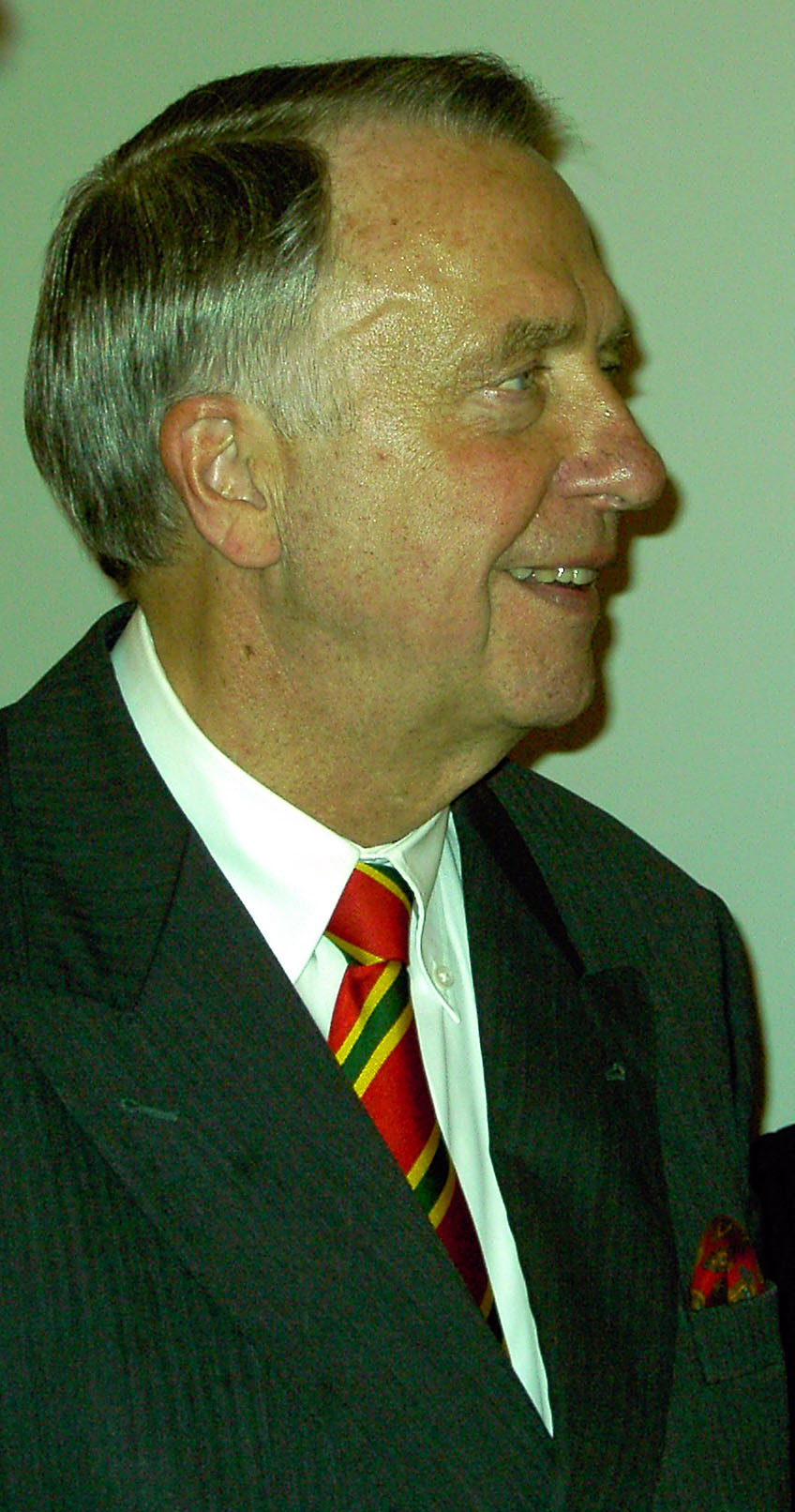
Bernd Neumann (2008), ehemaliger Bundestagsabgeordneter und Ehrenvorsitzender

Die bremischen CDU-Abgeordneten im Deutschen Bundestag sind seit 1949 stets über die Landesliste gewählt worden:
Johannes Degener (1949–1951), Ernst Müller-Hermann (1952–1980), Karl Krammig (1953–1961 und 1965–1972), Reinhard Metz (1976–1987), Wolfgang Hinrichs (1983–1987), Bernd Neumann (1987–2013), Günter Klein (1990–1994), Michael Teiser (1994–1998), Elisabeth Charlotte Motschmann (2013–2021), Bettina Hornhues (2013–2017), Thomas Röwekamp (seit 2021).

## Geschichte

### Gründungsphase
Am 17. November 1945 wurde die Christlich Demokratische Partei Wesermünde, später CDU Bremerhaven, gegründet.
Am 26. Juni 1946 gestattet der US-Militärgouverneur die Gründung des Landesverbandes der CDU. Zu den zwölf Gründern gehören Luise Bauer, Heinrich Bohnen, Wilhelm Degenhardt, Wilhelm Filzen, Karl Gerbracht, Antonie Jahn, Josef Jahn, Otto Jahn, Bernhard Kratz, Josefa Lattreuter, Rudolf Ruebenberdt, Lorenz Sauerborn, Robert Schwiegerhausen, Elinore Tereg und Ludwig Siegfried. Erster Landesvorsitzender wurde Johann Kaum, der bis 1949 auch CDU-Vorsitzender von Bremen war. Die Bremer Zentrale der CDU befand sich in der Werrastraße Nr. 10 (laut einer anderen Quelle Nr. 9). Auch Gründungsmitglieder der schon Ende 1945 bestehenden Bremer Demokratischen Volkspartei (BDV) schlossen sich der CDU an. Die Mitgliederzahl der CDU sollte wenige Monate später die der BDV erreichen. Von 1946 bis 1948 war Ernst Müller-Hermann Landesgeschäftsführer der CDU.
Die Junge Generation der CDU, später Junge Union, gab ab dem 28. November 1946 ein Mitteilungsblatt des Aktionsausschusses für CDU-Mitglieder bis 35 Jahre heraus.
Die CDU Bremen war der einzige CDU-Landesverband, der nicht im Parlamentarischen Rat vertreten war.

### Bürgerschaft
1946, bei der ersten Wahl zur Bürgerschaft (Landtag, nur Bremen, 1. Wahlperiode), erhielt die CDU bei 18,8 % der Stimmen 12 Mandate. Ernst Degenhardt war der erste CDU-Fraktionsvorsitzende.
1947 konnte sich die CDU in der Bürgerschaft mit dem Vorschlag eines gleichberechtigten Nebeneinanders von Gemeinschafts- und Bekenntnisschule und der Einführung von protestantischem und katholischem Religionsunterricht als ordentlichem Pflichtfach an staatlichen Schulen nicht durchsetzen. Die CDU warb 1947 auf Plakaten mit der Losung: „Lehnt dieses Entnazifizierungssystem der Schnüffelei, des Denunziantentums, des Terrors als reaktionär und undemokratisch entschieden ab und wählt CDU Liste 2“.
Die CDU konnte zunächst den Stimmenanteil auf 19 bzw. 22 % steigern, musste aber mit nur 9,1 % und 9 Mandaten 1951 das schlechteste Wahlergebnis hinnehmen. Danach legte die CDU mit Stimmenanteilen von 18 und 15 % zu, um 1963 rund 29 % zu erreichen. 1975 erreichte sie rund 34 % und 1999 mit 37 % und 42 Mandaten das beste Ergebnis. Danach fielen die Stimmenanteile deutlich bis auf 20,4 % und 20 Mandate 2011 mit leichter Steigerung 2015 (22,4 %, 20 Mandate).
Zu den Bürgerschaftsabgeordneten, die 20 und mehr Jahre die CDU vertreten haben, gehören Ralf Bergen, Klaus Bürger, Reinhard Ehlers, Wolfgang Erfurth, Wilhelm Filzen, Rudolf Gaßdorf, Marianne Hänecke, Paul Jackisch, Günter Klein, Peter Kudella, Elisabeth Motschmann, Helmut Pflugradt, Bernd Ravens, Wolfgang Schrörs, Wedige von der Schulenburg, Bernt Schulte, Heinrich Schumacher, Hans-Hermann Sieling, Georg Urban und J. Henry Wilhelms.
Für die Bürgerschaftswahl 2019 nominierte die Bremer CDU mit Carsten Meyer-Heder einen Spitzenkandidaten, der erst nach der Bekanntgabe der angestrebten Kandidatur der CDU beigetreten war. Die CDU wurde erstmals stärkste Kraft. Dennoch verblieb sie in der Opposition. Bei der Bürgerschaftswahl 2023 landete die CDU wieder hinter der SPD und verblieb erneut in der Opposition.

### Bundestagswahlen
Bei der ersten Bundestagswahl 1949 erhielt die Bremer CDU im Bundestag 16,9 % der Stimmen und errang ein Mandat, das Johannes Degener bis Ende 1951 besetzte; ihm folgte bis 1980 der bisherige Fraktionsvorsitzende der CDU-Bürgerschaftsfraktion Ernst Müller-Hermann. Bei der Bundestagswahl 1987 wurde der langjährige Landes- und heutige Ehrenvorsitzende Bernd Neumann erstmals in den Bundestag gewählt. Er übte das Mandat bis 2013 aus. Die bremische CDU erreichte bei allen bisherigen Bundestagswahlen ein oder zwei Bundestagsmandate. Im 20. Deutschen Bundestag ist sie durch Thomas Röwekamp vertreten, der Elisabeth Motschmann ablöste.

### Senat
Von 1951 bis 1955 war die CDU erstmals im Senat Kaisen IV mit den Senatoren Johannes Degener (bis 1952), Martin-Heinrich Wilkens (bis 1952) und Helmut Yström vertreten. Von 1955 bis 1959 war Jules Eberhard Noltenius Stellvertretender Präsident des Senats, Bürgermeister und Senator für Häfen, Schifffahrt und Verkehr im Senat Kaisen V. Erich Zander, Johannes Degener (bis 1958) und Karl Krammig (ab 1958) waren die weiteren Senatoren. Erst von 1995 bis 2007 (Senat Scherf I, Senat Scherf II, Senat Scherf III, Senat Böhrnsen I) war die CDU mit den Bürgermeistern Ulrich Nölle (1995–1997), Hartmut Perschau (1997–2004) und Thomas Röwekamp (bis 2007) sowie Senatoren und weiteren Mitgliedern des Senats wieder im Senat vertreten.

### Europaparlament
Bei den ersten Wahlen zum Europäischen Parlament erreichte die CDU Bremen 1979 rund 33 % der Stimmen. Ernst Müller-Hermann war von 1979 bis 1984 Mitglied des 1. Europäischen Parlamentes.

### Besondere Persönlichkeiten

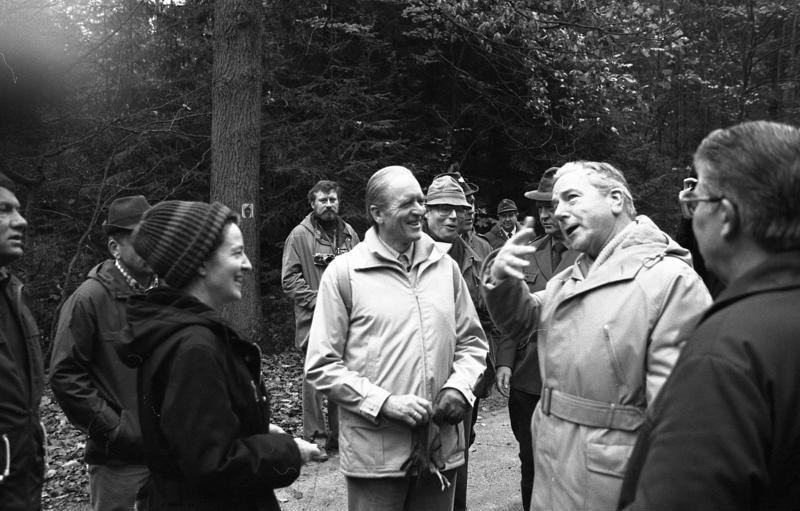
Bundespräsident Karl Carstens bei einer seiner berühmten Wanderungen

Der Bremer Karl Carstens war seit 1955 Mitglied der CDU. Er war zuvor von 1945 bis 1947 für Bürgermeister und Justizsenator Theodor Spitta (BDV/FDP) und von 1949 bis 1954 Rechtsberater des Bremer Senats und als Bremer Staatsrat sowie Bevollmächtigter Bremens beim Bund tätig. Carstens war von 1979 bis 1984 Bundespräsident der Bundesrepublik Deutschland.
Bernd Neumann, von 1967 bis 1973 Landesvorsitzender der Jungen Union, war von 1979 bis 2008 Landesvorsitzender der CDU Bremen und somit bundesweit der am längsten amtierende Landesvorsitzende der CDU. Er wurde 1991 Parlamentarischer Staatssekretär und 2005 Staatsminister im Bundeskanzleramt und Beauftragter der Bundesregierung für Kultur und Medien. Er ist seit 2008 Ehrenvorsitzender der CDU Bremen.